# Aluján
Aluján (en aragonés: Aluchán) es una localidad española dentro del municipio de La Fueva, en el Sobrarbe, provincia de Huesca, Aragón. Antiguamente, pertenecía al ya desaparecido municipio de Muro de Roda.

## Geografía

### Urbanismo
Pasó de 3 habitantes en el año 2000 a 15 en 2005. Todas las casas (Carrera, Mariñosa, Mur y Tejedor) están construidas en piedra y losa. Cabe destacar  Casa Mur: un conjunto fortificado con tres torres, sistemas defensivos, pinturas murales y capilla; que además conserva elementos propios de la autarquía que ha existido en la zona desde el siglo XV: masadería, aljibe, trujar, presa de vino, bodegas, pilar de aceite, cocina aragonesa con cadiera y cuadras.

## Fiestas locales
- 24 de agosto, fiesta mayor en honor a San Bartolomé.

- 29 de abril, en honor a San Pedro[1]